# Verseuse

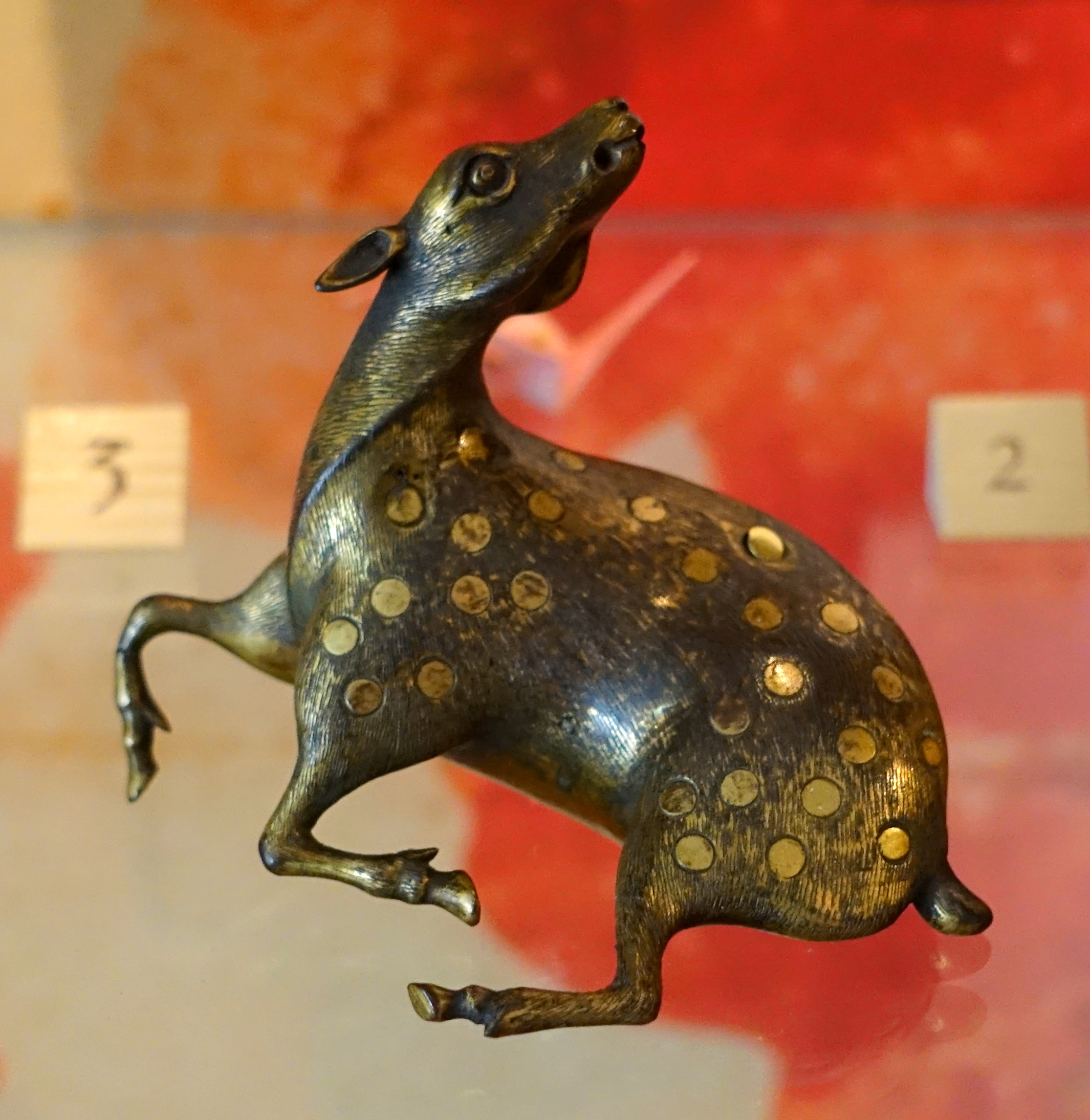
Verseuse en forme de daim. On distingue sur le museau un des deux orifices. Musée des antiquités de l'Extrême-Orient, Stockholm

Une verseuse (japonais : 水滴, Hepburn : suiteki, chinois : 水滴 ; pinyin : shuǐdī) est un petit dispositif utilisé en  calligraphie extrême-orientale pour déposer de l'eau sur une pierre à encre pour broyer un bâton d'encre.

## Utilisation

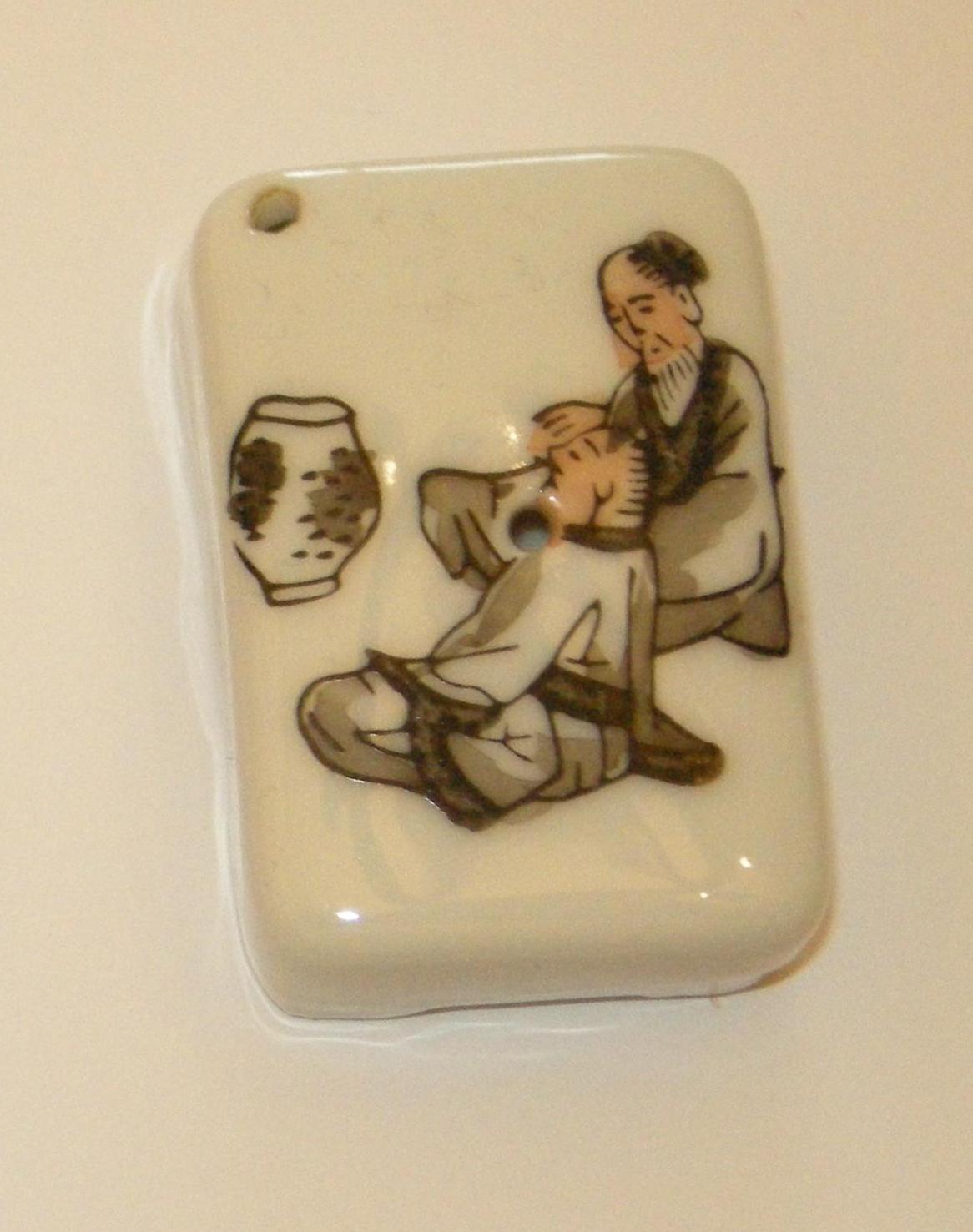
Cette verseuse s'utilise en bouchant le trou central avec le pouce quand on verse de l'eau. Elle se remplit par immersion

Une verseuse est un récipient destiné à contenir une petite quantité d'eau : afin de fabriquer de l'encre, quelques gouttes d'eau sont déposées sur la surface d'une pierre à encre. En broyant un bâton d'encre dans cette eau sur la pierre à encre, des particules se détachent et se mélangent à l'eau, formant ainsi l'encre.
Les verseuses peuvent être en cuivre, en jade ou autre pierre, ou en céramique. 
Une verseuse comporte deux petits trous pour l'eau et l'air, et est conçu de manière que seules quelques gouttes d'eau puissent tomber en même temps.

## Décoration
Les verseuses sont devenues des accessoires populaires pour la noblesse et les lettrés, et étaient souvent inscrits ou fabriqués selon des formes de bon augure. Les animaux du zodiaque sont un ensemble de symboles calendaires venus de la Chine ancienne, et leur représentation servait à invoquer la chance et la prospérité. C'est ainsi qu'on peut trouver des rats (le premier animal du zodiaque)  pour attirer la chance et la prospérité.

## Quelques types de verseuses
| Type de verseuse                                        | Hanzi / Kanji | Pinyin         | Rōmaji     |
| ------------------------------------------------------- | ------------- | -------------- | ---------- |
| Verseuse avec bec verseur et poignée                    | (zh)          | shuǐzhù        | suichuu    |
| Verseuses de formes multiples avec de larges ouvertures | (zh)          | shuǐzhōngchéng | suichuujou |
| Verseuse en forme de jarre avec large trous             | (zh)          | shuǐyú         | suiu       |
| Verseuse en forme de grenouille                         | (zh)          | chánchú        | senjo      |

Verseuses chinoises
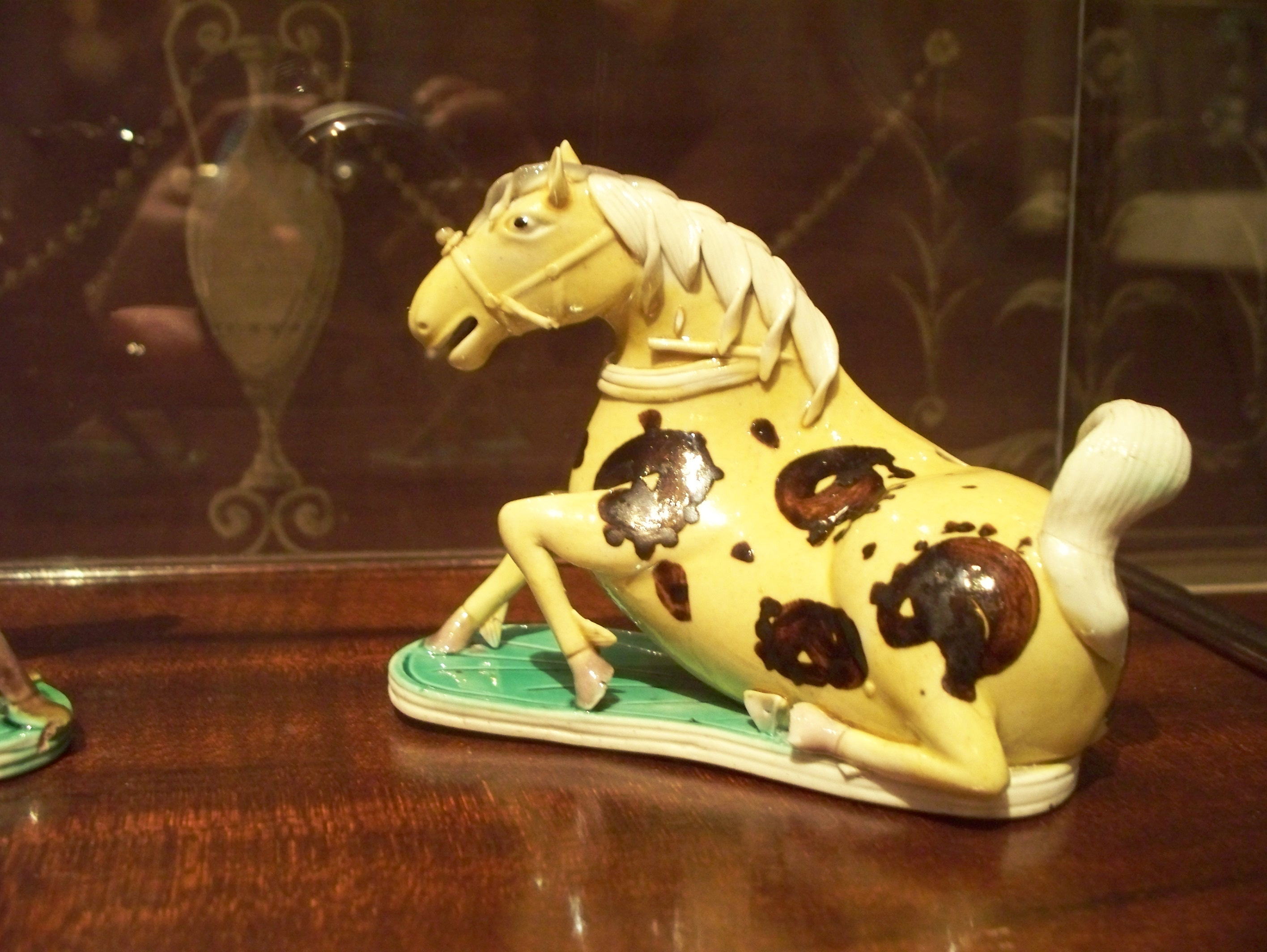
Verseuse en forme de cheval, dynastie Qing, Taft Museum of Art
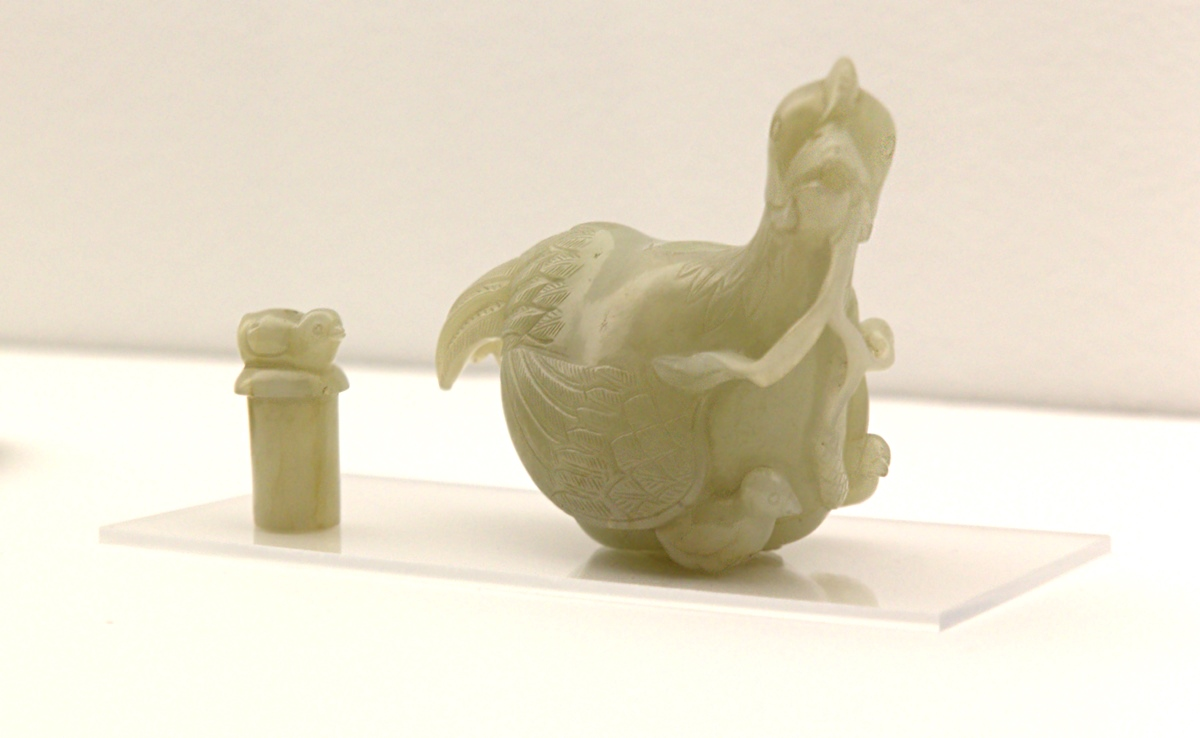
Verseuse en forme de poule
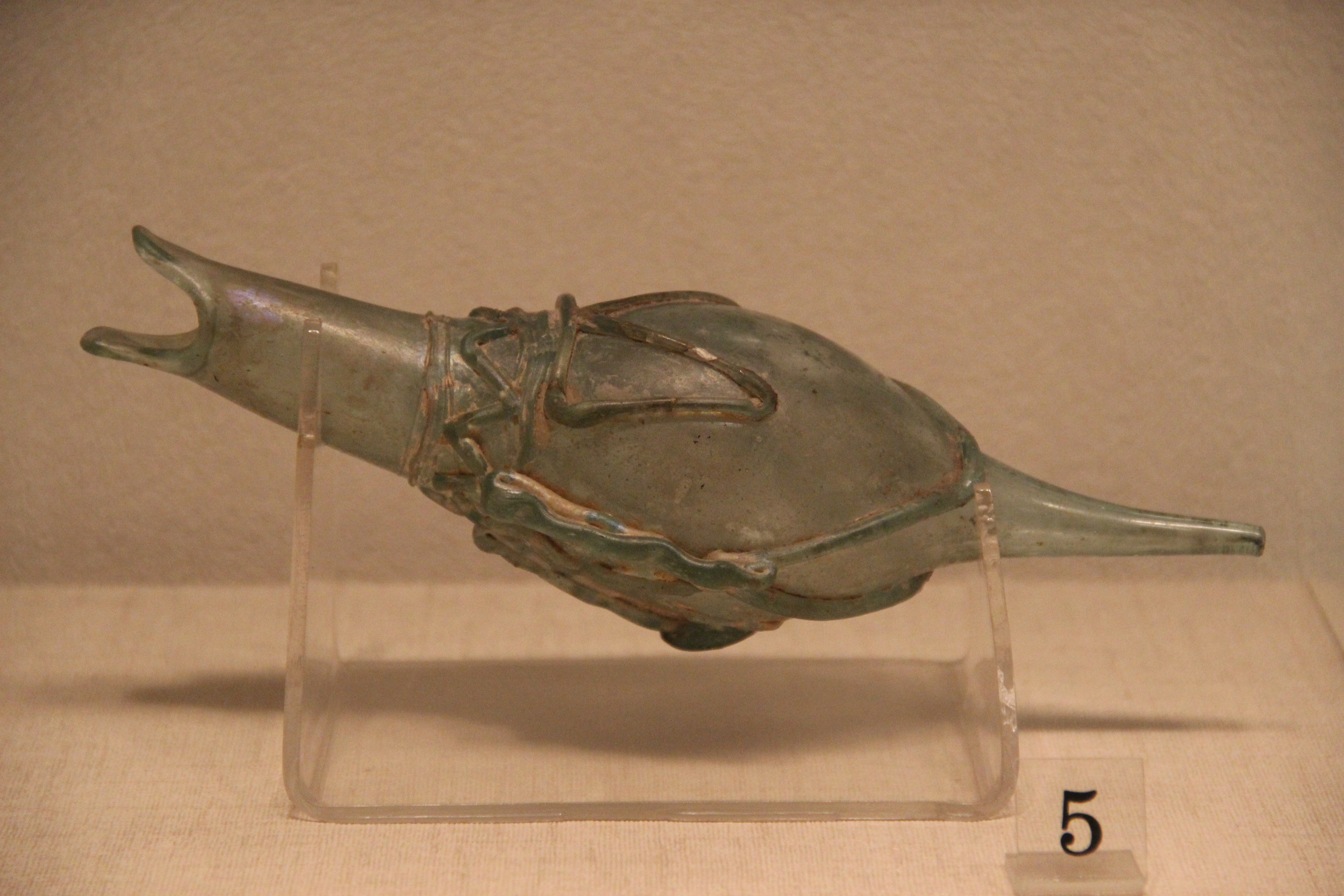
Verseuse en forme de canard, Galerie Qin à Tang, musée provincial du Liaoning
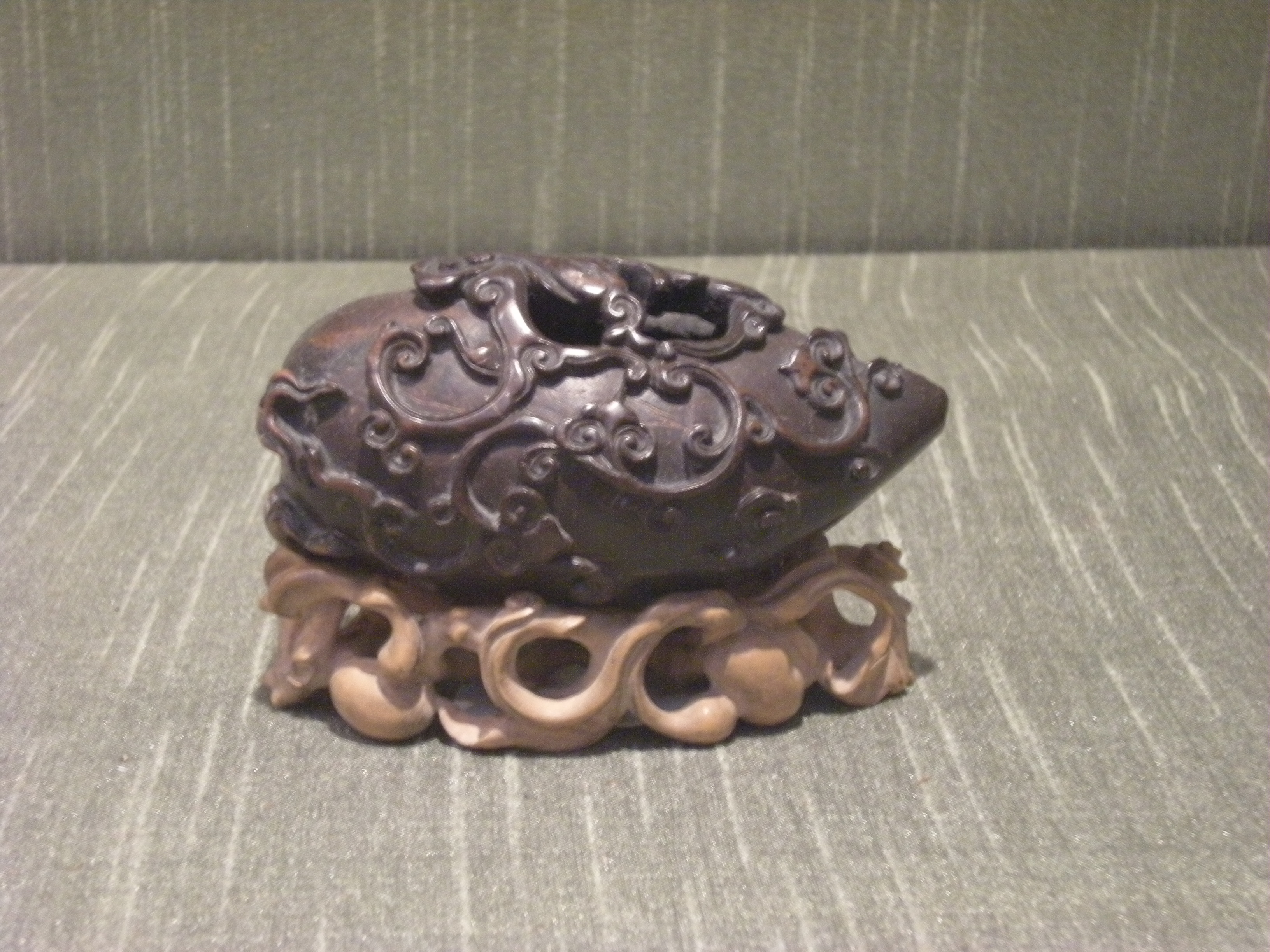
Verseuse en bois de la dynastie Qing, musée de Suzhou
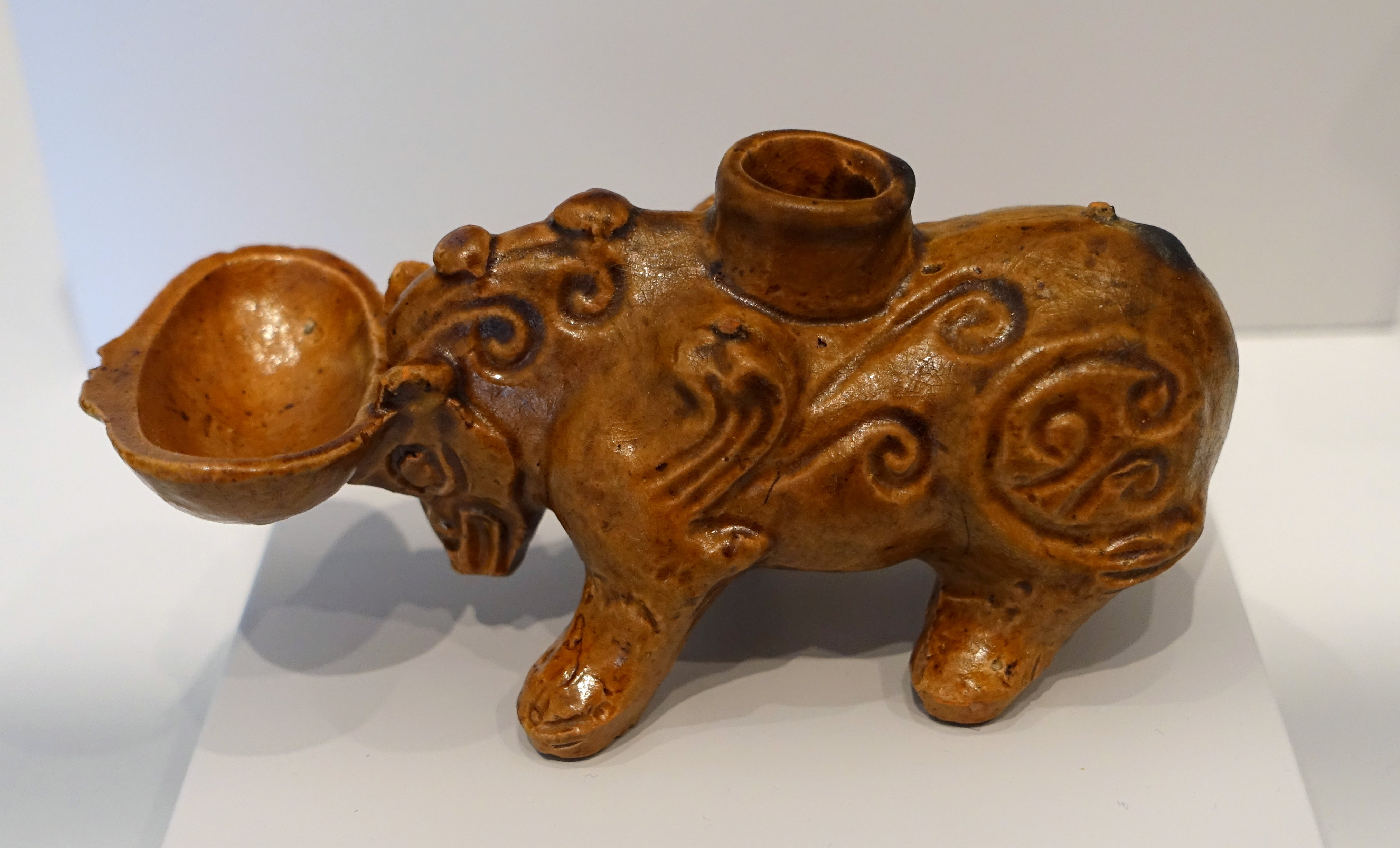
Verseuse avec coupe à vin, dynastie Han , Sackler Museum (en)

Verseuses coréennes
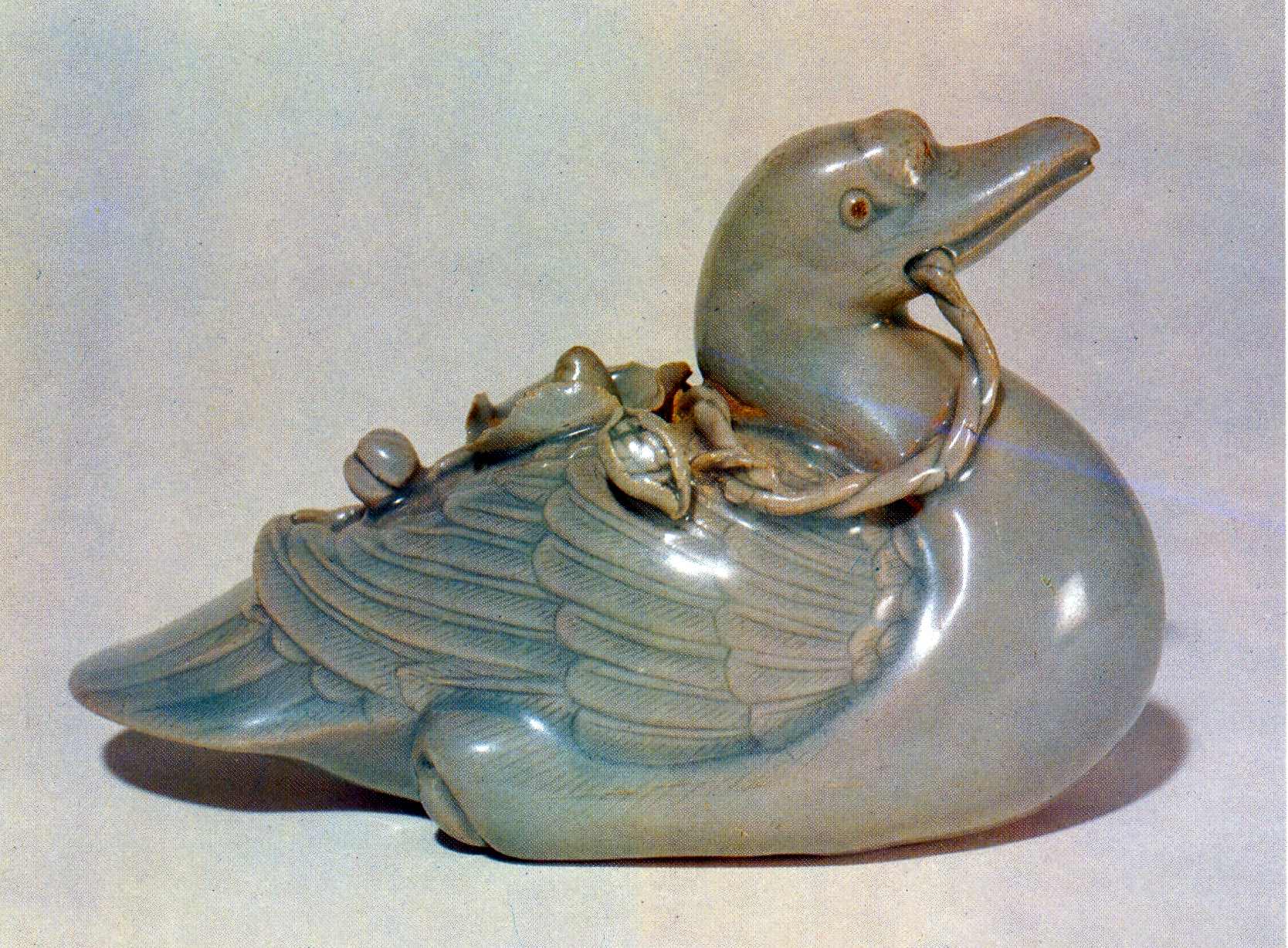
Verseuse en forme de canard et trésor national de la Corée du Sud n°74, Musée d'art Gansong
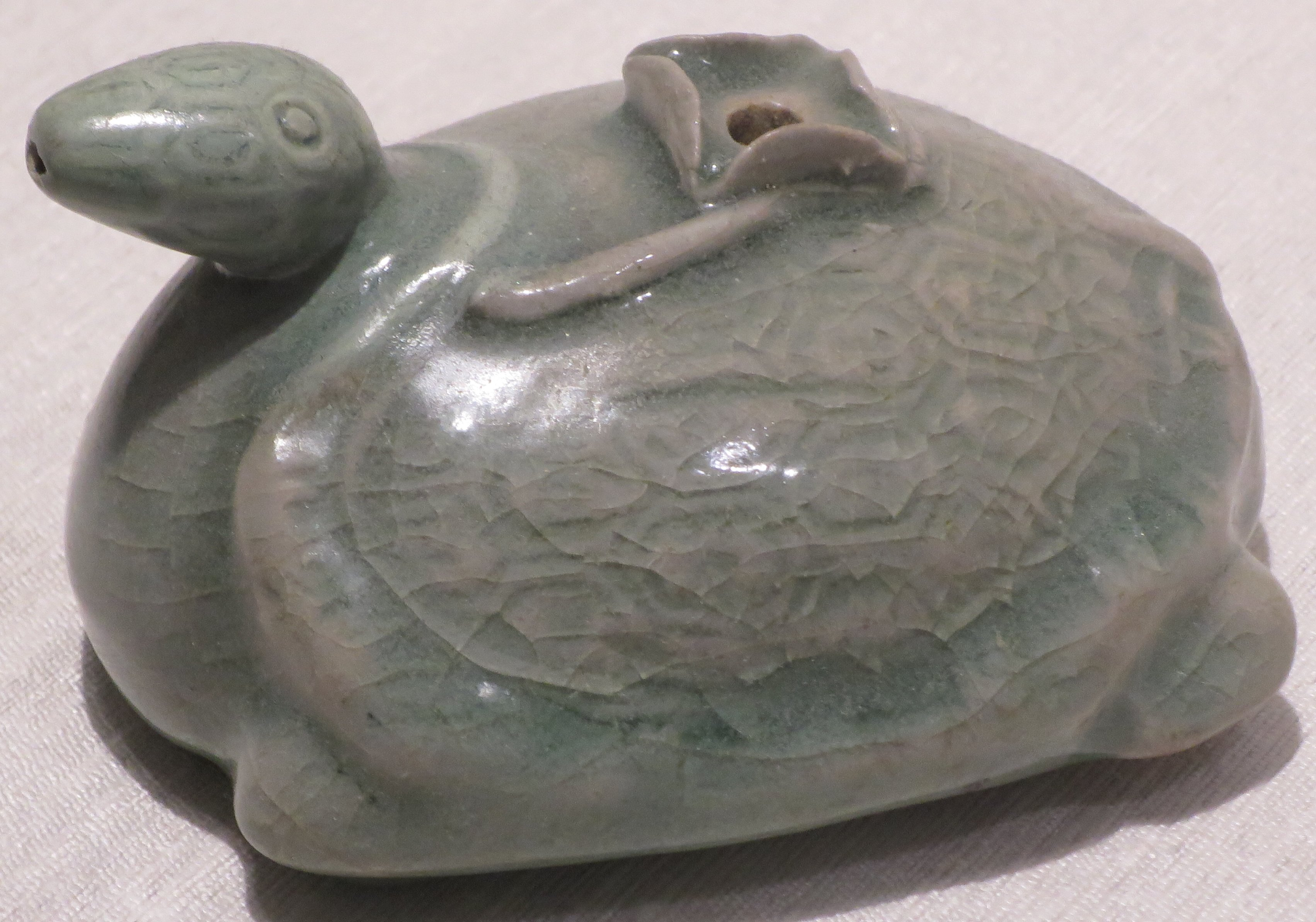
Verseuse en forme de tortue, royaume de Goryeo, XII/XIIe siècle, Dayton Art Institute
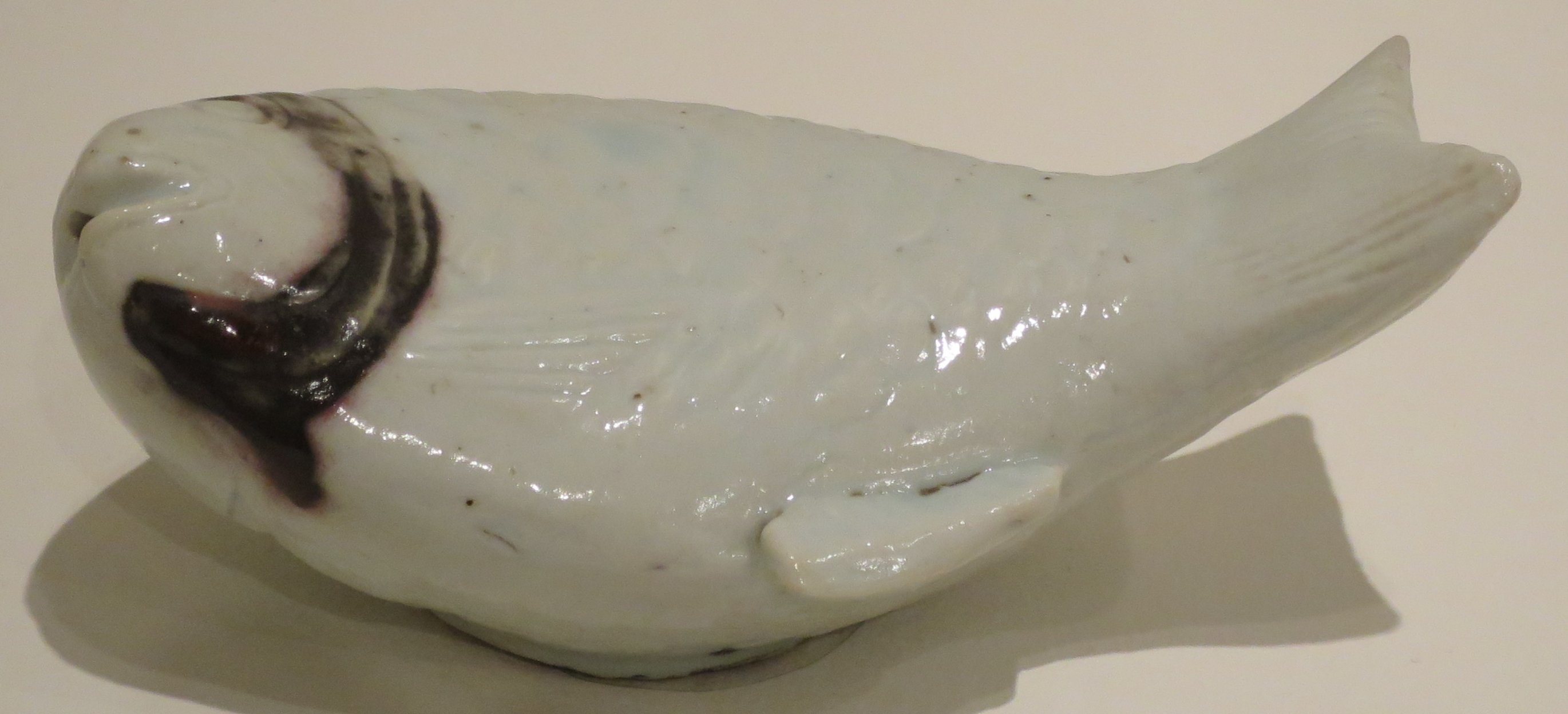
Verseuse en forme de poisson, période Joseon, Honolulu Museum of Art

Verseuses japonaises
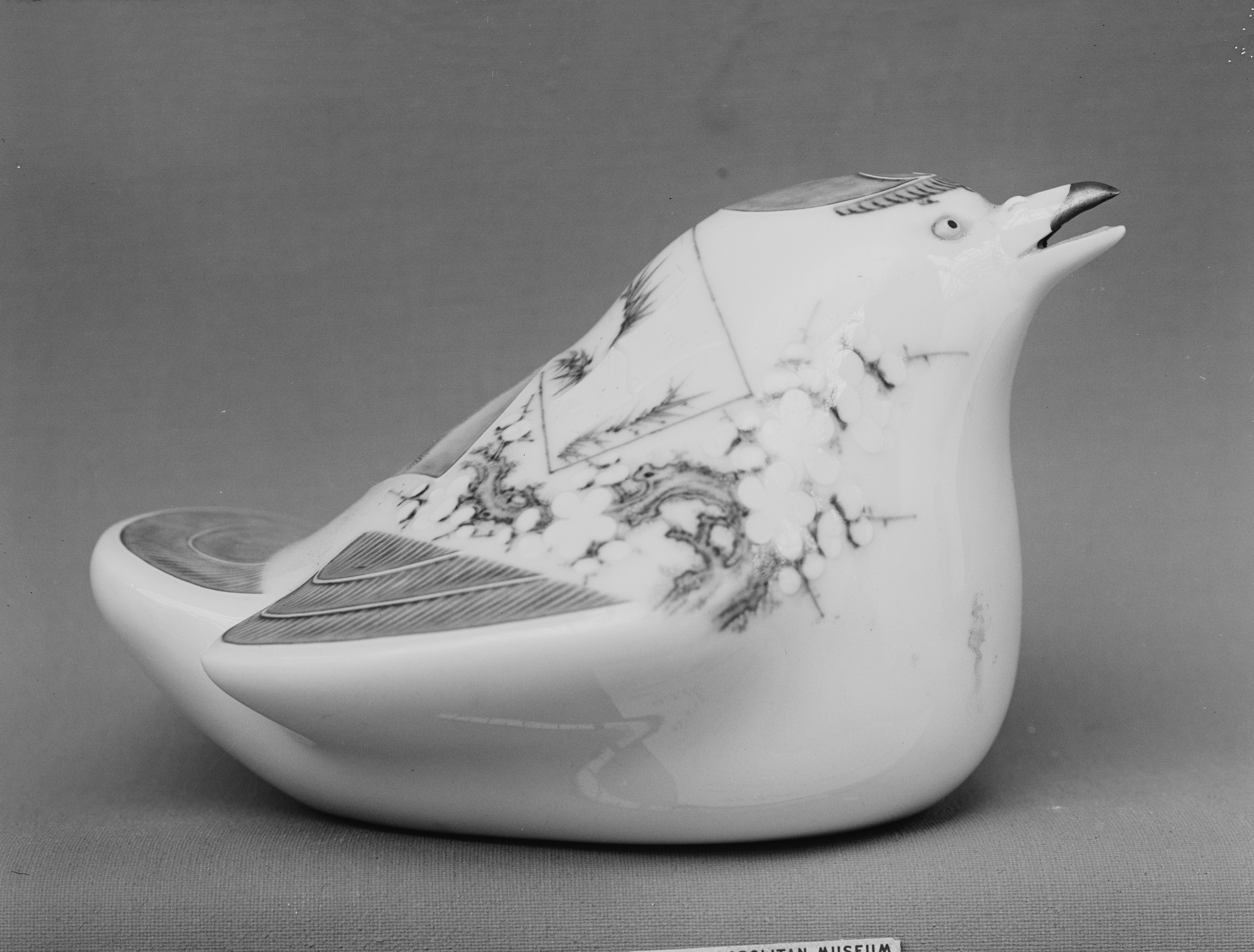
Verseuse en forme d'oiseau
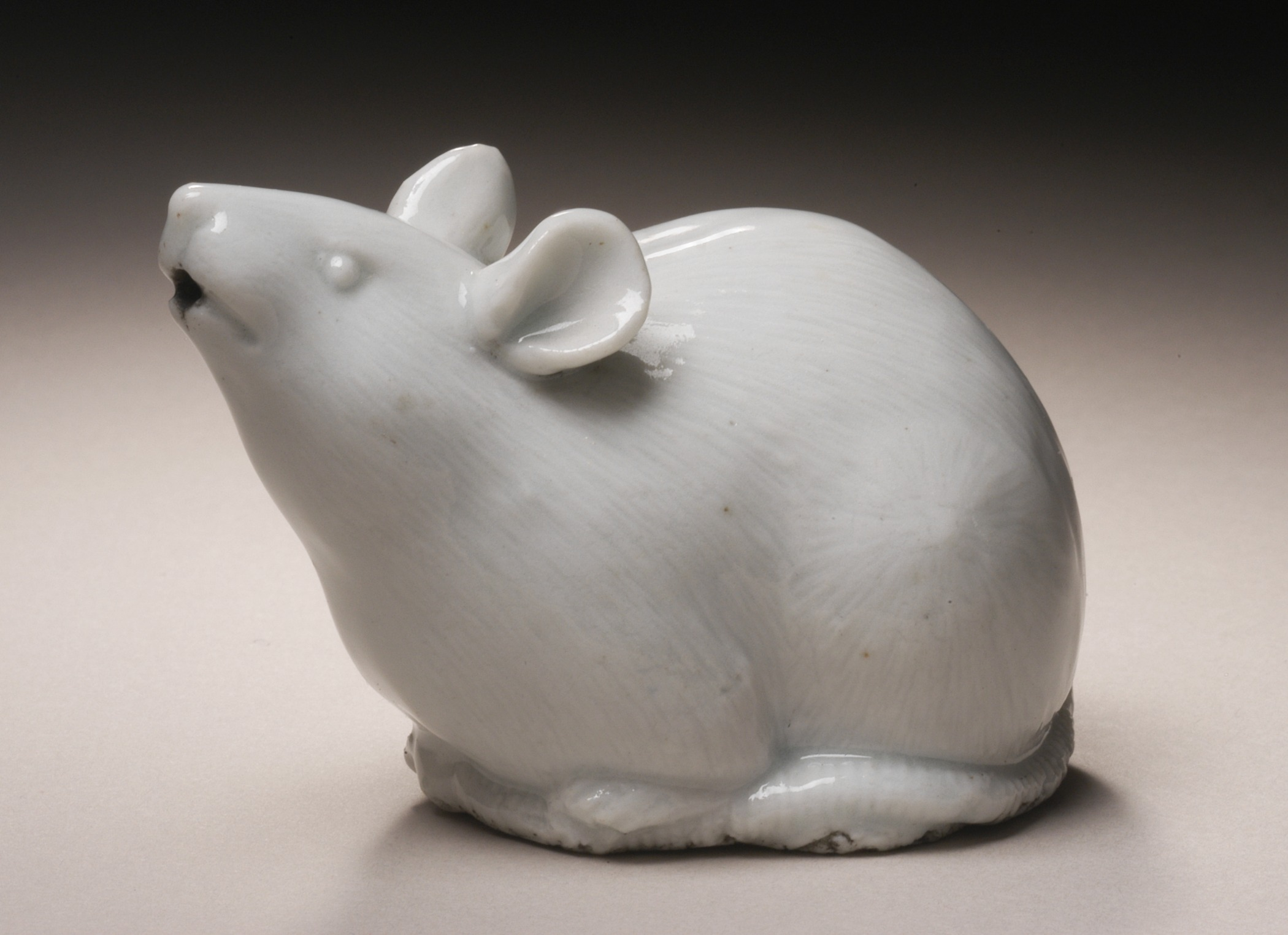
Verseuse en forme de rat, XIXe siècle,  musée d'Art du comté de Los Angeles
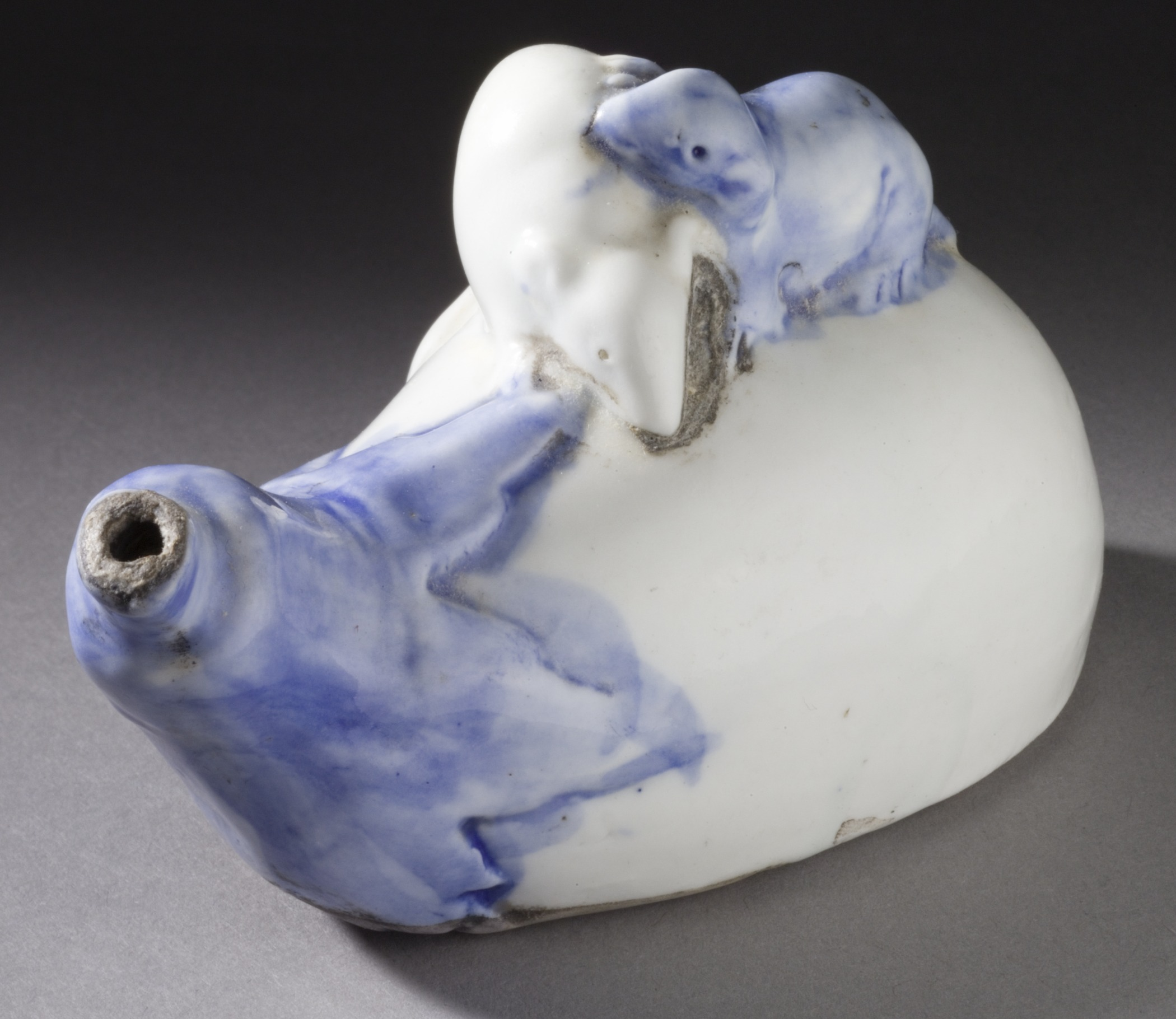
Rat sur une aubergine, XIXe siècle, musée d'Art du comté de Los Angeles
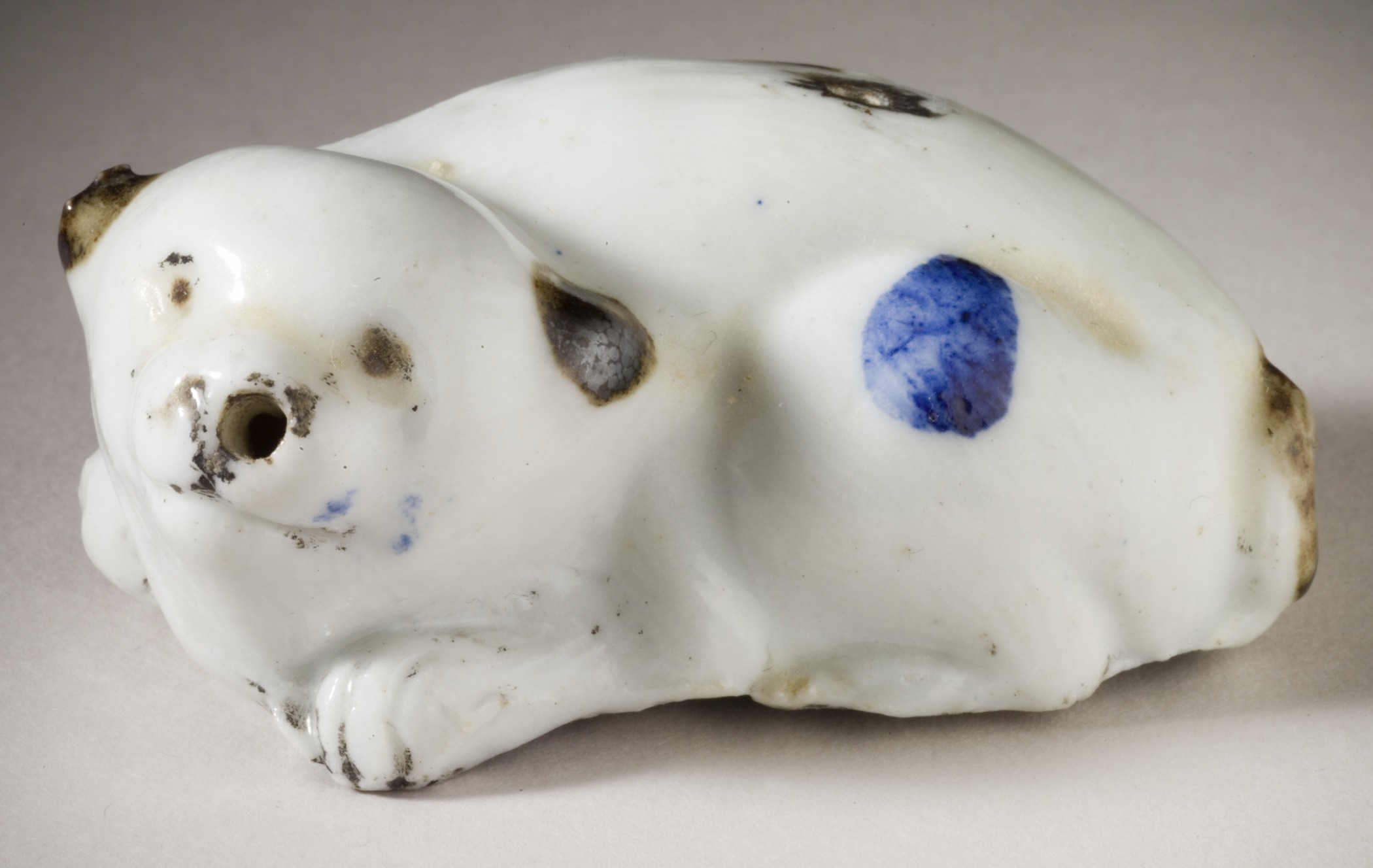
Verseuse en forme de chiot, XIXe siècle, musée d'Art du comté de Los Angeles